# Club Atlético Regina

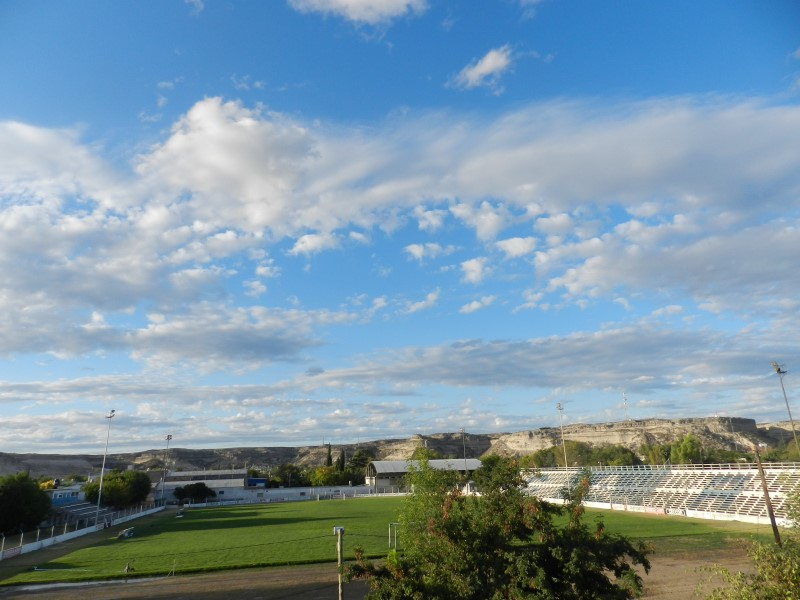
Cancha del C.A.R. en Verano

El Club Atlético Regina es un club de la ciudad de Villa Regina, de la provincia de Río Negro. Fue fundado en el año 1928 y actualmente se desempeña la Liga Deportiva Confluencia. También ha disputado torneos nacionales, como el ya extinto Campeonato Nacional en la temporada 1974 y la aún vigente Copa Argentina.

## Historia
El primero de febrero de 1928 un grupo de colonos decidió formar una agrupación deportiva y recreativa, quedaron entonces sentadas las bases de un nuevo club: Se llamaría “Club Nacional de Villa Regina”. Parte de estos visionarios conformó la primera Comisión Directiva:
Presidente: Carlos Alemanni
Vicepresidente: Alejandro Fasulo
Secretario: José Labarthe
Secretario de Actas: Jaime Früm
Tesorero: José Olarte
Vocales: Juna S. Álvarez, Antonio Díaz, Marcelino Ibáñez, Antonio Greppi
Revisores de cuentas: Laurentino Sierro, Silvio Puppi.
Los primeros socios fueron 83, el 57% de ellos italianos y el resto argentinos, españoles y de otras nacionalidades. En 1930 Regina afilió a su primera división a la liga de Río Negro y Neuquén. Sus camisetas eran blancas con cuellos y puños azules. En 1934, solamente seis años más tarde, la cantidad de socios se había triplicado, eran 300 socios, y ya entonces se contaban con las primeras mujeres.
Ese mismo año por disposición Nacional fue preciso cambiar el nombre del club, en la asamblea general del 1.º de julio se propusieron 3 nombres: Liberal Argentino, Defensores de Regina y Club Atlético Regina, ese último fue elegido por amplia mayoría de votos.
Bajo la presidencia de Luis Santos, en 1940 se adquirió un terreno céntrico para la secretaría que hasta entonces había estado funcionando en locales alquilados o facilitados por los socios. Al año siguiente se obtuvo la personería jurídica. En esta década La Popularidad del "Albo" iba creciendo considerablemente en la ciudad, sobre todo entre las clases populares y, por supuesto, el fútbol era el principal motor de pasión.
En el año 1943 el club adquirió a la SACRA la chacra 100.ª con un total de 2,64 has. El día 9 de diciembre se inauguró el nuevo campo de deportes.
Un año más tarde la Comisión Directiva resolvió la edición quincenal de un boletín de carácter deportivo y social de distribución gratuita para los socios.
También fue en 1946 cuando se inició la construcción del salón de fiestas con una superficie cubierta de 800 metros. Eran por entonces 715 socios activos. En 1948 se procedió a la inauguración en el campo y deportes de la pista de patín al aire libre con una superficie de 900 metros cuadrados.
El 31 de diciembre de 1950 comenzaron los festejos para inaugurar el salón de actos que contaba con un innovador piso de parqué, confitería en la planta baja y dependencias en el primer piso.
El mástil y el alumbrado olímpico en el campo de deportes se inauguraron en 1953, allí además de las actividades deportivas y los bailes, eran motivo de amplia concurrencia las populares quermeses. La cancha cerrada de básquet comenzó a ser utilizada en el mes de abril de 1959, por la misma época se habilitaron las dos canchas de tenis, la de bochas y la de pelota paleta.

## Fútbol

### Los 50: Primeros Títulos Rionegrinos
En el año 1956, el Club Atlético Regina se adjudicó el título de Campeón Invicto de la Liga Deportiva de Río Negro y Neuquén. El Director Técnico era Abel Argan quien logró amalgamar el tecnicismo, con la fuerza y la garra de sus jugadores, sobresaliendo en el equipo, Reinoso, Villa, Guzmán, Portone, Mario Alonso, Pacheco y el "Petaca" Rosales.
El 15 de diciembre de 1957, el club Albo ratificó su campaña del año anterior tras una ardua labor conjunta de la C. D., la Subcomisión, la Mutual de Jugadores y se consagró Bicampeón invicto luego de 22 partidos obteniendo 34 puntos en la campaña.
En esta década se produjo el mayor crecimiento del "Albo" que contaba con un apoyo incondicional de gran cantidad de Reginenses sobre todo en las clases obreras y en los barrios ganándose la fama del equipo más popular del Valle Rionegrino.
En 1959 fue Subcampeón de la Liga Mayor: perdió contra el Club San Martín ("Los Leones") de la ciudad de Cipolletti el PRIMER CAMPEONATO DE LA LIGA MAYOR, organizado por la Liga Confluencia. San Martín formó con; López Lara Linares Candia Betancourt Ambrosio León Ferreyra Campos González y Galli

### Los 70: Época dorada
- En 1971, al término de la primera rueda del torneo de fútbol organizado por la Liga Deportiva de Río Negro, el presidente del Club, Enio Prislei, dejó constancia en el Acta N.º 1318, del 7 de septiembre de 1971, la actuación de los jugadores participantes, al clasificarse campeones invictos, ellos fueron, Raúl Peralta, Ángel Mendinueta, Néstor Ingane, Ángel Porrino, Wilfredo Ruiz, Ramón Pineda, Abel Viedma, Adrián Carrillo, Raimundo Haberkon, Rubén Calderón, Néstor Michelini, René Guzmán, Mario Marcos, Aníbal Salas y Juan Spina.

- En 1972, el "Atlético" fue Campeón nuevamente de la Liga Deportiva de Río Negro y Neuquén, lo que le permitió intervenir en el Torneo Regional (Argentina) de 1973 en el cual quedó eliminado en cuartos de final.

- En 1973, el Club vuelve a obtener la Liga Deportiva de Río Negro y Neuquén consagrándose así Tricampeón y ganando además un nuevo pase a un nuevo Torneo Regional (Argentina) que esta vez concluiría con historia de la grande para el conjunto Valletano.

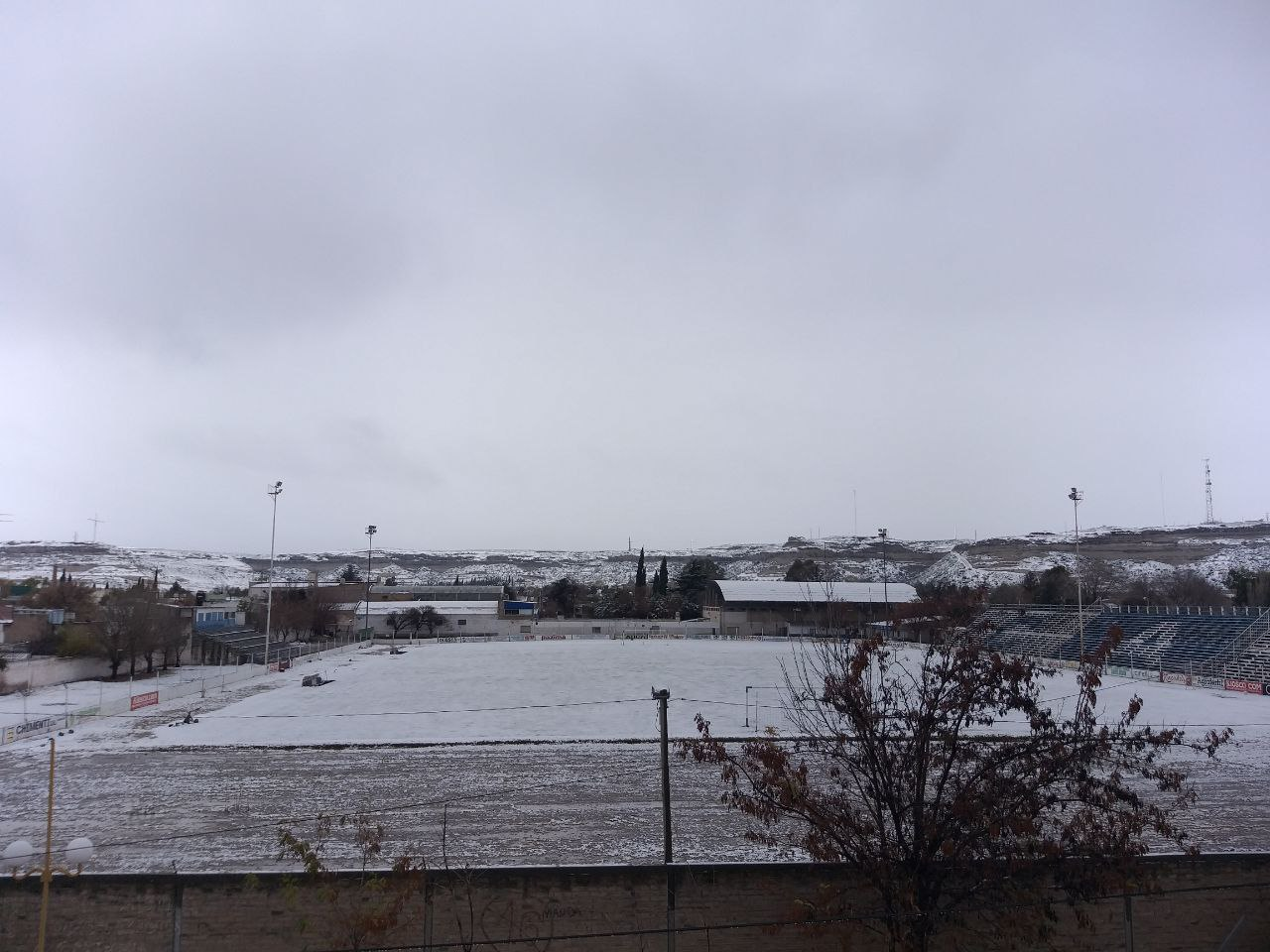
Cancha C.A.R cubierta de Nieve

Ya con el Tricampeonato a cuestas Atlético Regina apostó con todo a ganar el Regional Patagónico, culminando en 1974 su gran actuación. Lo hizo con su estilo histórico, con fuerza, con garra y corazón, todos los partidos eran verdaderas finales, el CAR realizó una histórica campaña que lo llevaría a obtener el pase al Campeonato Nacional 1974 (Argentina) .

### Regional Nacional 1974 (Patagonia)
|  | Cuartos de final                           | Cuartos de final    | Cuartos de final                           |   |                                            | Semifinales         | Semifinales         | Semifinales         |  |  | Final                | Final             | Final             |
|  | 24 marzo - 31 marzo                        | 24 marzo - 31 marzo | 24 marzo - 31 marzo                        |   |                                            | 7 de abril-14 abril | 7 de abril-14 abril | 7 de abril-14 abril |  |  | 21 abril-28 abril    | 21 abril-28 abril | 21 abril-28 abril |
|  |                                            |                     |                                            |   |                                            |                     |                     |                     |  |  |                      |                   |                   |
|  | Asociación Atlético Boxing Club            | 0                   | 1                                          |   |                                            |                     |                     |                     |  |  |                      |                   |                   |
|  | Club Atlético Regina                       | 1                   | 7                                          |   |                                            |                     |                     |                     |  |  |                      |                   |                   |
|  | Club Atlético Regina                       | 1                   | 7                                          |   | Club Atlético Regina                       | 2                   | 1                   |                     |  |  |                      |                   |                   |
|  |                                            |                     |                                            |   | Club Atlético Regina                       | 2                   | 1                   |                     |  |  |                      |                   |                   |
|  |                                            | Club Cipolletti     | 0                                          | 1 |                                            |                     |                     |                     |  |  |                      |                   |                   |
|  | Club Cipolletti                            | Club Cipolletti     | 0                                          | 1 | 2                                          | 0                   |                     |                     |  |  |                      |                   |                   |
|  | Club Cipolletti                            |                     |                                            |   | 2                                          | 0                   |                     |                     |  |  |                      |                   |                   |
|  | Club Atlético All Boys (Santa Rosa)        | 0                   | 0                                          |   |                                            |                     |                     |                     |  |  |                      |                   |                   |
|  |                                            |                     |                                            |   |                                            |                     |                     |                     |  |  | Club Atlético Regina | 4                 | 1                 |
|  |                                            |                     | Club Atlético Huracán (Comodoro Rivadavia) | 1 | 3                                          |                     |                     |                     |  |  |                      |                   |                   |
|  | Deportivo Patagones                        | 4                   | 5                                          |   |                                            |                     |                     |                     |  |  |                      |                   |                   |
|  | Asociación Deportiva Centenario            | 1                   | 4                                          |   |                                            |                     |                     |                     |  |  |                      |                   |                   |
|  | Asociación Deportiva Centenario            | 1                   | 4                                          |   | Club Atlético Huracán (Comodoro Rivadavia) | 2                   | 0                   |                     |  |  |                      |                   |                   |
|  |                                            |                     |                                            |   | Club Atlético Huracán (Comodoro Rivadavia) | 2                   | 0                   |                     |  |  |                      |                   |                   |
|  |                                            | Deportivo Patagones | 1                                          | 1 |                                            |                     |                     |                     |  |  |                      |                   |                   |
|  | Club Atlético Huracán (Comodoro Rivadavia) | Deportivo Patagones | 1                                          | 1 | 3                                          | 1                   |                     |                     |  |  |                      |                   |                   |
|  | Club Atlético Huracán (Comodoro Rivadavia) |                     |                                            |   | 3                                          | 1                   |                     |                     |  |  |                      |                   |                   |
|  | Club Social y Deportivo Huracán            | 1                   | 1                                          |   |                                            |                     |                     |                     |  |  |                      |                   |                   |

El 21 de abril de 1974 se jugó el partido Final de ida en el cual venció el Atlético como local por 4 a 1 a Club Atlético Huracán (Comodoro Rivadavia), mientras que el partido de vuelta se jugó el domingo siguiente, como era habitual en cada partido que disputaba el Atlético, una multitud viajó a acompañarlo esta vez en Comodoro, pensando en la necesidad de un empate. Los medios para llegar eran dificultosos en aquella época pero la fiel hinchada Reginense no se iba a perder esa posibilidad histórica. Ese partido fue perdido por Regina por 3 tantos a 1 pero obtuvo el título por mejor "gol average".
Se obtuvo el pase para el Nacional del ´74 con los jugadores; Santos Amaya, Mario Lucero, Jorge Silva, Juan Carlos Centeno, Ricardo De Carli, Raúl Aníbal Salinas, Héctor Tappatá, Juan Enrique Strak, Mario Giménez, Francisco García, Juan Carlos Rodríguez, Rubén Alfredo Franco, Mario Medina, Humberto Di Julio, y Rubén "bambi" Flores. Fue Director Técnico Rodolfo Santágelo, Utilero Bernardo Fernández, Médico del Equipo el Dr. Óscar Acuña.

## Nacional 1974
En el Torneo Nacional 1974 Integró la Zona C, cosechando 3 victorias en las que se destaca la obtenida por 1 a 0 ante Chacarita en San Martín (que había sido campeón hace solo unos años) en la primera fecha, 6 empates y 9 derrotas. En su zona finalizó séptimo entre nueve equipos entre los que se encontró además el campeón de ese Torneo, nada más y nada menos que el club Club Atlético San Lorenzo de Almagro. "Esa participación en el Campeonato Nacional sigue siendo muy recordada para nosotros. Igual que una campaña del equipo de básquet en 1972. Son dos orgullosos grandes en nuestra historia", le dijo el presidente de Atlético Regina, Óscar Yeraci a Clarín.com.
Los jugadores para este Torneo fueron; Ricardo De Carli, Horacio Coll, Elías Galán, Mario Lucero, Santos Amaya, Juan Carlos Centeno, Jacinto Correia, Omar Liguori, Ángel Aníbal Salinas, Carlos Trullet, Héctor Fernández, Fermín Rivero, Juan Enrique Strak, Juan Carlos Rodríguez, Mario Medina, Rubén Franco, Rubén Sánchez, Mario Giménez, y Francisco García.

### Participación en el Torneo: Zona C
| Pos. | Equipo             | Pts. | PJ | PG | PE | PP | GF | GC | Dif. |
| ---- | ------------------ | ---- | -- | -- | -- | -- | -- | -- | ---- |
| 1.º  | San Lorenzo        | 27   | 18 | 11 | 5  | 2  | 43 | 14 | 29   |
| 2.º  | Ferro Carril Oeste | 26   | 18 | 12 | 2  | 4  | 28 | 16 | 12   |
| 3.º  | Racing Club        | 22   | 18 | 9  | 4  | 5  | 35 | 23 | 12   |
| 4.º  | San Martín (T)     | 22   | 18 | 8  | 6  | 4  | 24 | 18 | 6    |
| 5.º  | Chacarita Juniors  | 18   | 18 | 8  | 2  | 8  | 31 | 29 | 2    |
| 6.º  | Aldosivi           | 16   | 18 | 6  | 4  | 8  | 24 | 30 | −6   |
| 7.º  | Atlético Regina    | 12   | 18 | 3  | 6  | 9  | 13 | 30 | −17  |
| 8.º  | Deportivo Mandiyú  | 10   | 18 | 3  | 4  | 11 | 20 | 37 | −17  |
| 9.º  | Godoy Cruz         | 8    | 18 | 3  | 2  | 13 | 15 | 35 | −20  |

Fecha 1
21 de julio
- Chacarita Juniors 0 - Atlético Regina (Río Negro) 1

Fecha 2
28 de julio
- Atlético Regina (Río Negro) 1 - Aldosivi 2

Fecha 3
4 de agosto
- San Martín (T) 1 - Atlético Regina (Río Negro) 1

Fecha 4
11 de agosto
- Atlético Regina (Río Negro) 0 - Godoy Cruz 1

Fecha 5
18 de agosto
- Racing Club 4 - Atlético Regina (Río Negro) 0

Fecha 6
25 de agosto
- Atlético Regina (Río Negro) 0 - San Lorenzo 1

Fecha 7
1 de septiembre
- Huracán (Comodoro Rivadavia) 1 - Atlético Regina (Río Negro) 1

Fecha 8
8 de septiembre
- Deportivo Mandiyú (Corrientes) 2 - Atlético Regina (Río Negro) 0

Fecha 9
15 de septiembre
- Atlético Regina (Río Negro) 1 - Ferro 1

Fecha 10
22 de septiembre
- Atlético Regina (Río Negro) 0 - Chacarita Juniors 0

Fecha 11
29 de septiembre
- Aldosivi 2 - Atlético Regina (Río Negro) 0

Fecha 12
6 de octubre
- Atlético Regina (Río Negro) 0 - San Martín (T) 5

Fecha 13
20 de octubre
- Godoy Cruz 2 - Atlético Regina (Río Negro) 2

Fecha 14
27 de octubre
- Atlético Regina (Río Negro) 1 - Racing Club 1

Fecha 15
3 de noviembre
- San Lorenzo 4 - Atlético Regina (Río Negro) 0

Fecha 16
10 de noviembre
- Atlético Regina (Río Negro) 3 - Huracán (Comodoro Rivadavia) 0

Fecha 17
18 de noviembre
- Atlético Regina (Río Negro) 2 - Deportivo Mandiyú (Corrientes) 1

Fecha 18
22 de noviembre
- Ferro 2 - Atlético Regina (Río Negro) 0

### Clasificación histórica en primera división
| Pos. | Club            | Pts. | PJ | G | G3 | G2 | E | E2 | E1 | P | GF | GC | Dif. | Des. |
| ---- | --------------- | ---- | -- | - | -- | -- | - | -- | -- | - | -- | -- | ---- | ---- |
| 84   | Atlético Regina | 12   | 18 | 3 | 0  | 3  | 6 | 0  | 6  | 9 | 13 | 30 | -17  | 0    |

## Liga Confluencia
En 1975, nació la flamante Liga Deportiva Confluencia, uniendo al fútbol del Alto Valle, llegando hasta Catriel. Hubo muchas reuniones y cabildeos, pero se pusieron de acuerdo y unificaron la Liga Deportiva Río Negro (sede Gral. Roca) y la Confluencia (con asiento en Cipolletti).
En el primer Torneo participaron 17 asociados: Cipolletti, Regina, Roca, Círculo Italiano, Unión Alem Progresista, Alto Valle, San Martín, Huergo, Argentinos del Norte, Catriel, Cinco Saltos, Pago Chico, Fernández Oro, Confluencia, Obrero Dique, Estella Polar, y Experimental de Cinco Saltos.
Los resultados más abultados en el primer año de la Deportiva Confluencia.
Atlético Regina 14, Experimental 0 (cinco goles marcó Juan Domingo Loyola).
Cipolletti 14, Expoerimental 1.
Deportivo Roca 12, Catriel 0.
Atlético Regina 11, Fernéndez Oro 0. (Loyola marcó 5 goles).
Atlético Regina 10, Experimental 0 (Los goles Bresciaroli 5, Cornachini 3, y Loyola 2).
Deportivo Roca 10, Estrella Polar 0. (El "nene" Travesino marcó 8 goles).
Atlético Regina 10, San Martín 0 (Loyola marcó 5 goles).
Unión 9, Estella Polar 2.
Una de las formaciones del Atlético Regina, era constituida por los siguientes jugadores:
Amaya, Porrino, De Carli, Giannini, y Salinas; Messina, Calandrón, y Loyola; Cornachini, Bresciaroli, Ruiz. D.T.; Vicente Cayetano Rodríguez.
A fines de los 70 con gran esfuerzo de los socios y de la subcomisión correspondiente se logró concretar otro sueño: la pileta de natación en el campo de deportes. Durante los años siguientes, las instalaciones se fueron mejorando hasta llegar a la concreción de un quincho para reuniones, cancha de padle, vestuarios, baños.
+El 15 de agosto de 1982, Atlético Regina fue Campeón de la Liga Confluencia, debió definirse entre el Club "Albo" y Tiro Federal de General Roca, se definía en partido de ida y vuelta, pero al quedar igualados, debió realizarse un tercer encuentro, se jugó en cancha neutral, jugaron en el Campo de Deportes del Club Cipolletti.
En los 90 minutos de juego empataron 1 a 1, fue un partido vibrante, en el suplementario no se daba ni se pedía tregua, debieron jugar dos tiempos de 15 minutos, al cumplirse los 120 minutos, en la última pelota jugada, un centro de "Juancho" Spina desde la izquierda fue rechazado a medias, por Emilio Fernández, y desde el mismo borde del área grande, un "zapatazo" espectacular de derecha del "loro" Porrino, incrustó la pelota, en un rincón del arco defendido por el arquero La Sala, el árbitro Gino Portezzi, validó el gol en forma inmediata dando por terminado el encuentro, con el Campeonato a favor del Atlético Regina. El equipo reginense
Pagliaccio, Salvucci (luego Burgueois), Cañiguan, Catini y Spina, Carrasco, Porrino y Bonjour, Flores, Fato, Elgue (luego Tappatá). Fue Director Técnico, Emilio Lazzeri, los goles fueron marcados, a los 58 minutos por Bonjour (CAR) de penal, minuto 89 Phagouapé (DR) de penal, minuto 120 Porrino (CAR), expulsado Galván (DR), Árbitro Gino Portezzi, con Barrera y Verdugo, se recaudaron 23.000.000 de pesos.

### Los 90: Años difíciles
Corría el año 1994, cuando un grupo de jóvenes decidió tomar la posta iniciada en el año 1928, formando un Grupo de Apoyo para reflotar y encauzar la institución, ya que se hacía necesario sumar y no restar, multiplicar y no dividir, ante el impasse producido por la falta de llamado a Asamblea de Socios.
Estos jóvenes hicieron lo imposible ante la Dirección de Personería Jurídica de la provincia de Ríoregularizando la entidad, con la aprobación de los Balances, logrando formar una nueva Comisión Directiva al cumplir con los Estatutos Sociales. Fueron ellos quienes despertaron a la masa societaria, con sus inquietudes, fueron ellos José "pepo" Calvo, Luis Fiordelli, Néstor Fabián Fangul, Carlos Guillermo González, José Liberatti, Rubén Darío González, Marcelo Orazi, Mario Héctor Piccinini, Guillermo Pirri, Horacio Prosetto, Leonardo Saggina y Luis Zanotti Fragonara.
Lamentablemente y pese al esfuerzo, el final del siglo no fue bueno para el Albo que después de las malas situaciones tanto en lo económico como en lo deportivo y terminó desafiliado del fútbol.

### El ansiado retorno
En el año 2005 se retorna a la primera división y a la competencia de la liga después de 5 años de ausencia. La vuelta fue complicada en un principio desde lo deportivo, pero luego de un tiempo y en gran parte gracias al enorme apoyo de sus hinchas el Albo volvió a pelear en los primeros planos del fútbol Valletano.
En esos años Atlético Regina consiguió 3 subcampeonatos quedando a punto del campeón y disputó en 2009 una Final desempate ante Saltense de Cinco Saltos perdiendo en prórroga por 2 a 0 aunque igualmente clasificándose al Torneo del Interior 2010 .
En 2011 y luego de 29 años el equipo logró conquistar el título de campeón de la Liga Confluencia luego de derrotar en una nueva Final a Club Atlético y Social Argentinos del Norte por 5 a 3 . 
En 2012 volvió a jugar el Torneo del Interior y posteriormente accedió al Argentino B.
También disputó la Copa Argentina 2013/14 y Copa Argentina 2014/15
Actualmente participa de la Liga Deportiva Confluencia.
El Director Técnico es Diego Napolitano.

## Palmarés

### Torneos Regionales (10)
- Torneo Regional (Argentina) (1): 1974
- Liga Deportiva de Río Negro y Neuquén (5): 1956 (invicto), 1957 (invicto), 1971 (Invicto), 1972 y 1973.[6]
- Liga Deportiva Confluencia (4): 1983, 2011, 2015 y 2016.[7]

## Rivalidades
Atlético Regina mantiene una rivalidad de gran tradición con el otro club de la ciudad, Círculo Italiano, conformando así el llamado "clásico de la Perla del Valle" siendo este el más antiguo de la provincia de Río Negro. El clásico ha enfrentado a los clubes tanto en Liga confluencia como en Torneos Argentinos, Copas Valletanas y los ya extintos Torneo Integración y Liga Deportiva de Río Negro. Es además uno de los partidos más convocantes de la región por ejemplo El 3 de abril de 2005 se jugaría un clásico histórico ya que significaría un récord de asistencia de público para un partido de Liga Confluencia, el partido se jugó en cancha de Atlético Regina.
| Historial Liga Confluencia (1975-2016) |    |
| Número de partidos                     | 59 |
| Victorias de Club Atlético Regina      | 22 |
| Victorias de Club Círculo Italiano     | 14 |
| Empates                                | 23 |

-Máxima goleada Local (1982): Atlético Regina 5 - Círculo Italiano 0 
-Máxima goleada visitante (2005) : Atlético Regina 1 - Círculo Italiano 4
Historial general desde 2005
| Liga Deportiva Confluencia 2005                                          | Atlético Regina  | 1:4         | Círculo Italiano |
| Liga Deportiva Confluencia 2005                                          | Círculo Italiano | 0:0         | Atlético Regina  |
| Liga Deportiva Confluencia-Liga de Fútbol del Neuquén (Integración) 2005 | Atlético Regina  | 1:0         | Círculo Italiano |
| Copa Chállenger 2005                                                     | Atlético Regina  | 2 (2):2 (4) | Círculo Italiano |
| Liga Deportiva Confluencia-Liga de Fútbol del Neuquén (Integración) 2005 | Círculo Italiano | 1:1         | Atlético Regina  |
| Liga Deportiva Confluencia 2006                                          | Atlético Regina  | 1:1         | Círculo Italiano |
| Liga Deportiva Confluencia 2006                                          | Círculo Italiano | 4:2         | Atlético Regina  |
| Liga Deportiva Confluencia 2006                                          | Círculo Italiano | 1:0         | Atlético Regina  |
| Liga Deportiva Confluencia 2007                                          | Círculo Italiano | 1:1         | Atlético Regina  |
| Liga Deportiva Confluencia 2007                                          | Atlético Regina  | 1:0         | Círculo Italiano |
| Liga Deportiva Confluencia 2008                                          | Círculo Italiano | 1:3         | Atlético Regina  |
| Liga Deportiva Confluencia 2008                                          | Atlético Regina  | 0:0         | Círculo Italiano |
| Liga Deportiva Confluencia 2009                                          | Atlético Regina  | 2:1         | Círculo Italiano |
| Liga Deportiva Confluencia 2009                                          | Círculo Italiano | 0:1         | Atlético Regina  |
| Liga Deportiva Confluencia 2010                                          | Atlético Regina  | 2:2         | Círculo Italiano |
| Liga Deportiva Confluencia 2010                                          | Círculo Italiano | 1:2         | Atlético Regina  |
| Liga Deportiva Confluencia 2011                                          | Atlético Regina  | 0:0         | Círculo Italiano |
| Liga Deportiva Confluencia 2011                                          | Círculo Italiano | 1:2         | Atlético Regina  |
| Liga Deportiva Confluencia 2012                                          | Círculo Italiano | 2:0         | Atlético Regina  |
| Liga Deportiva Confluencia 2012                                          | Atlético Regina  | 1:2         | Círculo Italiano |
| Liga Deportiva Confluencia 2013                                          | Atlético Regina  | 3:0         | Círculo Italiano |
| Torneo Argentino B 2013/14                                               | Atlético Regina  | 2:0         | Círculo Italiano |
| Liga Deportiva Confluencia 2013                                          | Círculo Italiano | 2:2         | Atlético Regina  |
| Torneo Argentino B 2013/14                                               | Círculo Italiano | 0:1         | Atlético Regina  |
| Liga Deportiva Confluencia 2014                                          | Círculo Italiano | 2:2         | Atlético Regina  |
| Liga Deportiva Confluencia 2014                                          | Atlético Regina  | 2:2         | Círculo Italiano |
| Liga Deportiva Confluencia 2015                                          | Atlético Regina  | 0:1         | Círculo Italiano |
| Liga Deportiva Confluencia 2015                                          | Círculo Italiano | 0:0         | Atlético Regina  |
| Liga Deportiva Confluencia 2016                                          | Atlético Regina  | 1:0         | Círculo Italiano |
| Liga Deportiva Confluencia 2016                                          | Círculo Italiano | 1:0         | Atlético Regina  |
| Liga Deportiva Confluencia 2017                                          | Atlético Regina  | 2:0         | Círculo Italiano |

## BÁSQUET
En 1938 se inaugura la primera cancha al aire libre.
Cuatro años más tarde el Club Atlético Regina solicita su afiliación a la federación de Básquet. Las primeras fichas de inscripción fueron las de Luis Alberto Franco, Nicanor González, Oreste Belda, Elio Di Piramo, Martín Harina, Antonio Furones, Carlos Belloc y Rafael Blanco.
Se formó el primer equipo de básquet femenino y en 1945 se organizó el primer encuentro deportivo con el equipo femenino de General Roca. En el año 75 se concretó la afiliación del CAR a la asociación femenina de básquet.
El equipo oficial del club en 1947 lo formaban Alfredo Romano, Adalberto Alippi, Óscar Marasca, Israel Cravchik, Raúl Perazoli y Alberto Blagonich.
Se realizaban campeonatos locales como el Campeonato Comercial de Básquet en el que participaban varios equipos: Casa Liberati, Casa Chachil, Estudio fotográfico Mongelli, Relojería Splendid.
La actividad comenzó a adquirir empuje con la llegada a la localidad de Osvaldo Larrasolo exjugador del Club Olimpo (BB).
La actividad comenzó a adquirir empuje con la llegada a la localidad de Osvaldo Larrasolo exjugador del Club Olimpo de Bahía Blanca. Se organizó la primera división que en 1982 obtuvo el título Campeones de Alto Valle por primera vez. La final se jugó en Allen contra el Deportivo Roca, integraban ese equipo: Walter Brito, Osvaldo Tolú, Marcelo Souble, Alejandro Zanini, Alejandro Carulla, Fabián Fanjul, Marcelo Marco, Iturrioz Bolati, Alejandro Cardelli y Horacio Bernal; el DT era Norberto Lasagni. En esa época, por invitación de Larrasolo desde Bahiía Blanca asistieron para jugar un partido amistoso “Los de Siempre”: Cabrera, Delisaso, Cortondo, Monachesi, Álvarez Rojo, y los albos se hicieron con la victoria.

En 1985 comienza a trabajarse en la preparación de un equipo para jugar los regionales aspirando a llegar a la Liga B. El DT era Larrasolo, se contrataron dos jugadores norteamericanos: Jerome Williams y Solester Jhonson. Finalmente el CAR logró el ascenso en 1987 convirtiéndose en el primer equipo rionegrino que accedió al básquet profesional. El equipo lo integraban Luis Heredia, Lance Ball, Luis Nuñez, Rick See Grass, Alejandro Carulla, Héctor Riolfo, Marelo Montalodo, Carlos Gagliardi, Gustavo Esteybar y los juveniles Pablo Chiuchiarelli, Marcelo Ellía y Marcelo Piñol. DT: Ricardo Jachuk, AT: Jorge Cervellín.

La experiencia del básquet superior profesionalizado llegó a la institución a abocarse al trabajo exclusivo en la escuela de mini básquet bajo la dirección de Carlos Elizalde, con la asistencia de Alejandro Carulla, Gustavo Esteybar, Marcelo Montaldo y Walter Brito.

La primera división se vuelve a estructurar en el año 2001, tres años después ganan el Campeonato de la Asociación de Alto Valle, teniendo como principales protagonistas a Gastón González, Juan Manuel Ocampos y Agustín Arino.

El 25 de mayo de 2005 quedó inaugurado el piso nuevo del Club Atlético Regina, sueño que se concretó en parte gracias a la venta del pase del jugador promocional Diego Corazza a Conarpesa Madryn, club que participaba del Torneo Nacional de Ascenso (TNA), esto sumado al esfuerzo siempre presente de la Subcomisión.

En el 2007 el Albo vuelve a acceder por segunda vez en la historia de la institución a la Liga Nacional “B”, integraban este equipo: Gastón González, Mauro Felicevich, Nicolás Toncovich, Emiliano Piccinini, Javier Solís, Nicolás Francisco, Nicolás Arese, Pablo Israeloff, Walter Donizzeti, los juveniles eran Diego Felicevich, Agustín Carulla, Pablo Gagliano, Agustín Papa y Emiliano Sarrat. El DT era Gustavo Esteybar, AT Gustavo Nicosia.

Durante la temporada 07/08 de la Liga Nacional B tuvimos dos representantes locales mayores en el equipo; Gastón González y Emiliano Piccinini, como juveniles participaban: Diego Felicevich, Agustín Papa, Agustín Carulla, Pablo Gagliano, Emiliano Sarrat y Federico Harina.

En la temporada siguiente (08/09), los mayores que nos representaban en el equipo eran Gastón González y Diego Felicevich, juveniles: Federico Harina y Leonardo Pasin.

Luego de dos temporadas ausentes, volvió a participar a nivel nacional en el Torneo Federal de Básquetbol 2011-12, y al año siguiente en el  Torneo Federal de Básquetbol 2012-13. Luego de doce años de ausencia volvió a disputar un torneo profesional en 2025.

Esa temporada llegó a disputar la semifinal Sur-Sudeste de la Liga Federal de Básquetbol 2025.